# Gomphus quadricolor
Gomphus quadricolor là loài chuồn chuồn trong họ Gomphidae. Loài này được Walsh mô tả khoa học đầu tiên năm 1863.